# 1691 en arts plastiques
| Années des arts plastiques : 1688 - 1689 - 1690 - 1691 - 1692 - 1693 - 1694    |
| Décennies des arts plastiques : 1660 - 1670 - 1680 - 1690 - 1700 - 1710 - 1720 |

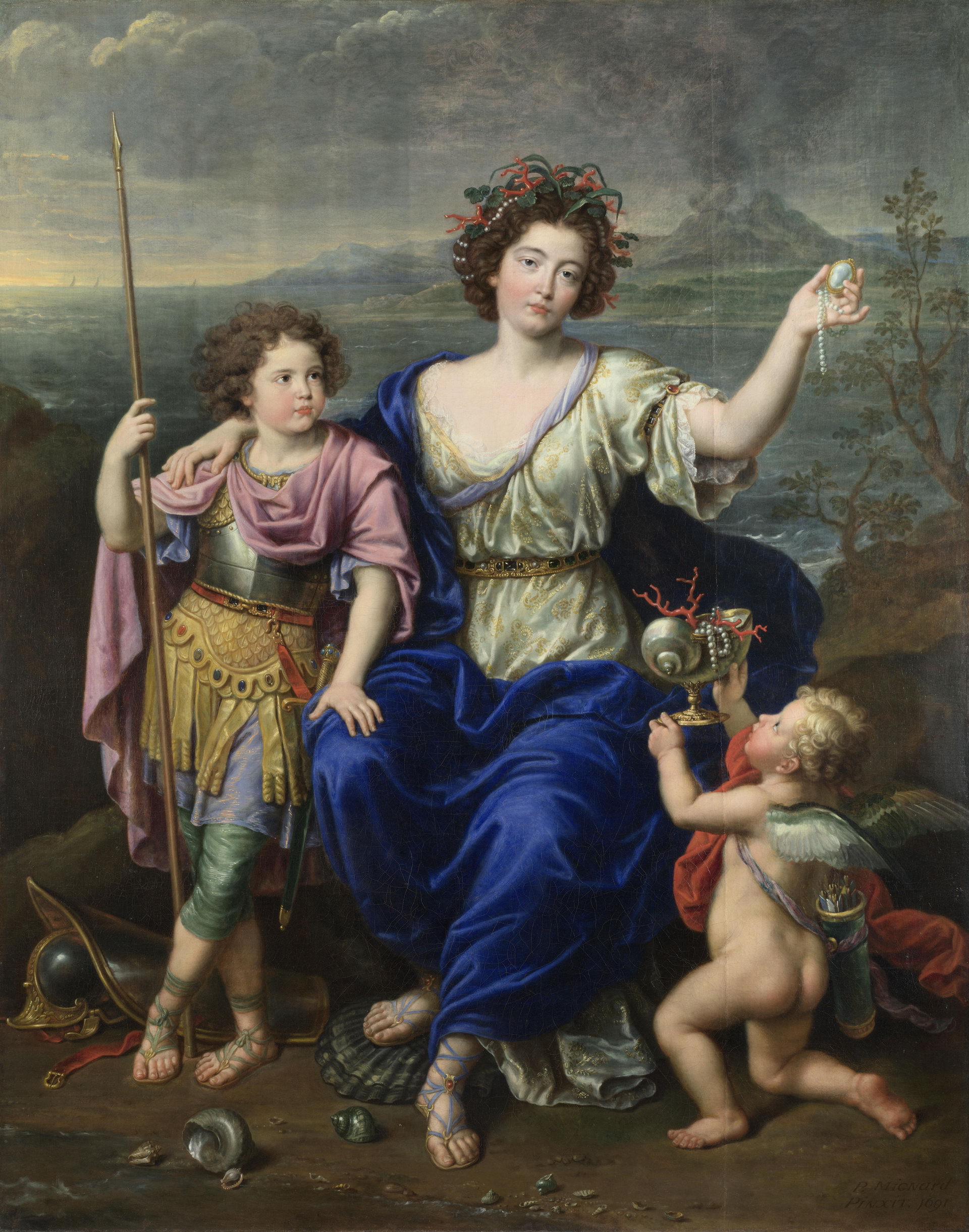
La Marquise de Seignelay et deux de ses fils, toile de Pierre Mignard.

Cette page concerne l'année 1691 en arts plastiques.

## Naissances
- 23 janvier : Jacques-Guillaume Van Blarenberghe, peintre français († 1er mai 1742),

- 2 juin : Niccoló Nasoni, peintre baroque italien († 30 août 1773),

- ? :
  - Litterio Paladino, peintre italien  († 1743),
  - Giovanni Paolo Panini, peintre baroque italien († 21 octobre 1765),

- Vers 1691 :
- Agostino Masucci, peintre italien († 19 octobre 1758).

## Décès
- 19 janvier : Giacinto Brandi, peintre baroque italien (° 1621),
- 25 août : Jan Vermeer van Haarlem l'ancien, peintre néerlandais (° 22 octobre 1628),
- 17 septembre : Abraham Hondius, peintre néerlandais (° vers 1631),
- 5 octobre : Paul Mignard, peintre et graveur français (° 27 décembre 1641),
- 7 novembre : Pieter Cornelisz van Slingelandt, peintre néerlandais (° 20 octobre 1640),
- 15 novembre : Albert Cuyp, peintre de paysages, de marines, d'animaux, de natures mortes et portraitiste néerlandais (° 20 octobre 1620),
- ? :
  - Gao Cen, peintre de paysages et dessinateur chinois (° 1621),
  - Goury Nikitine, peintre russe (° 1620),
  - Hubert van Ravesteyn, peintre néerlandais (° 1638).